# Mitsubishi F-2
Mitsubishi F-2 este un avion de luptă multirol japonez, dezvoltat pe baza avionului american F-16 Fighting Falcon.

## Avioane similare
- Chengdu J-10
- F-16 Fighting Falcon
- KAI T-50 Golden Eagle